# Nyron Nosworthy
Nyron Nosworthy, né le 11 octobre 1980 à Brixton, est un footballeur anglo-jamaïcain. Il joue au poste de défenseurpour la sélection jamaïcaine. Il joue actuellement pour Dagenham & Redbridge.

## Biographie
Le 28 octobre 2011, le club de Sunderland prête Nosworthy jusqu'au 8 janvier suivant à Watford, qui évolue en Championship. Il joue son premier match le lendemain, alors que son équipe affronte Peterborough et l'emporte 3-2. Nosworthy Prend alors part à l'intégralité de la rencontre.
Après avoir joué 
13 rencontres avec Watford, le club obtient son transfert définitif en janvier 2012. Nosworthy signe alors un contrat de deux ans et demi.
Pour la saison 2014-15, il s'engage pour Blackpool.
Le 30 juin 2015, il rejoint Dagenham & Redbridge.